# Pablo Sánchez-Valladares
Pablo Sánchez-Valladares García (* 12. November 1997 in Torrejón de Ardoz) ist ein spanischer Mittelstreckenläufer, der sich auf den 800-Meter-Lauf spezialisiert hat.

## Sportliche Laufbahn
Erste internationale Erfahrungen sammelte Pablo Sánchez-Valladares im Jahr 2017, als er bei den U23-Europameisterschaften in Bydgoszcz in 1:59,93 min den achten Platz belegte. Im Jahr darauf gelangte er bei den U23-Mittelmeermeisterschaften in Jesolo in 1:51,18 min auf den vierten Platz und 2019 siegte er bei den U23-Hallenmittelmeermeisterschaften in Miramas in 1:50,12 min und qualifizierte sich damit für die Halleneuropameisterschaften in Glasgow, bei denen er mit 1:48,90 min in der ersten Runde ausschied. Anschließend gewann er bei den U23-Europameisterschaften in Gävle in 1:49,36 min die Bronzemedaille hinter dem Polen Mateusz Borkowski und Spencer Thomas aus dem Vereinigten Königreich. 2021 erreichte er bei den Halleneuropameisterschaften in Toruń das Halbfinale und schied dort mit 2:05,11 min aus. Er qualifizierte sich auch für die Olympischen Spiele in Tokio und schied dort mit 1:46,06 min in der ersten Runde aus. Im Jahr darauf belegte er bei den Ibero-Amerikanischen Meisterschaften in La Nucia in 1:49,94 min den achten Platz und 2024 gelangte er bei den Ibero-Amerikanischen Meisterschaften in Cuiabá mit 1:50,79 min auf Rang sieben.
2020 wurde Sánchez-Valladares spanischer Hallenmeister im 800-Meter-Lauf. Zudem wurde er 2022 spanischer Meister in der 4-mal-400-Meter-Staffel.

## Persönliche Bestleistungen
- 400 Meter: 47,80 s, 1. September 2020 in Madrid
- 500 Meter: 1:00,82 min, 22. September 2020 in Barcelona (nationale Bestleistung)
- 800 Meter: 1:44,90 min, 14. Juni 2023 in Castelló de la Plana
  - 800 Meter (Halle): 1:46,83 min, 22. Februar 2023 in Madrid